# Chambre de commerce et d'industrie de la Mayenne
La chambre de commerce et d'industrie de la Mayenne est la chambre de commerce et d'industrie (CCI) du département de la Mayenne. Son siège est à Laval au 12, rue de Verdun.
Elle fait partie de la chambre régionale de commerce et d'industrie des Pays de la Loire.

## Missions
À ce titre, elle est un organisme chargé de représenter les intérêts des 8000 entreprises commerciales, industrielles et de service de Mayenne et de leur apporter certains services. C'est un établissement public qui gère en outre des équipements au profit de ces entreprises.
Comme toutes les CCI, elle est placée sous la double tutelle du Ministère de l'Industrie et du Ministère des PME, du Commerce et de l'Artisanat.

### Service aux entreprises
- Centre de formalités des entreprises
- Assistance technique au commerce
- Assistance technique à l'industrie
- Assistance technique aux entreprises de service
- Point A (apprentissage)

### Gestion d'équipements
- Parc des expositions à Saint-Berthevin.

### Centres de formation
- Centre de Formation CCI à Saint-Berthevin.

## Historique
- 9 avril 1817 : création de la chambre de commerce de Laval.
- 24 novembre 2003 : changement de nom en CCI de la Mayenne.

### Liste des présidents
- Prosper Delauney
- 1871-1910 : Gustave Denis

## Pour approfondir